# Движение 1 марта

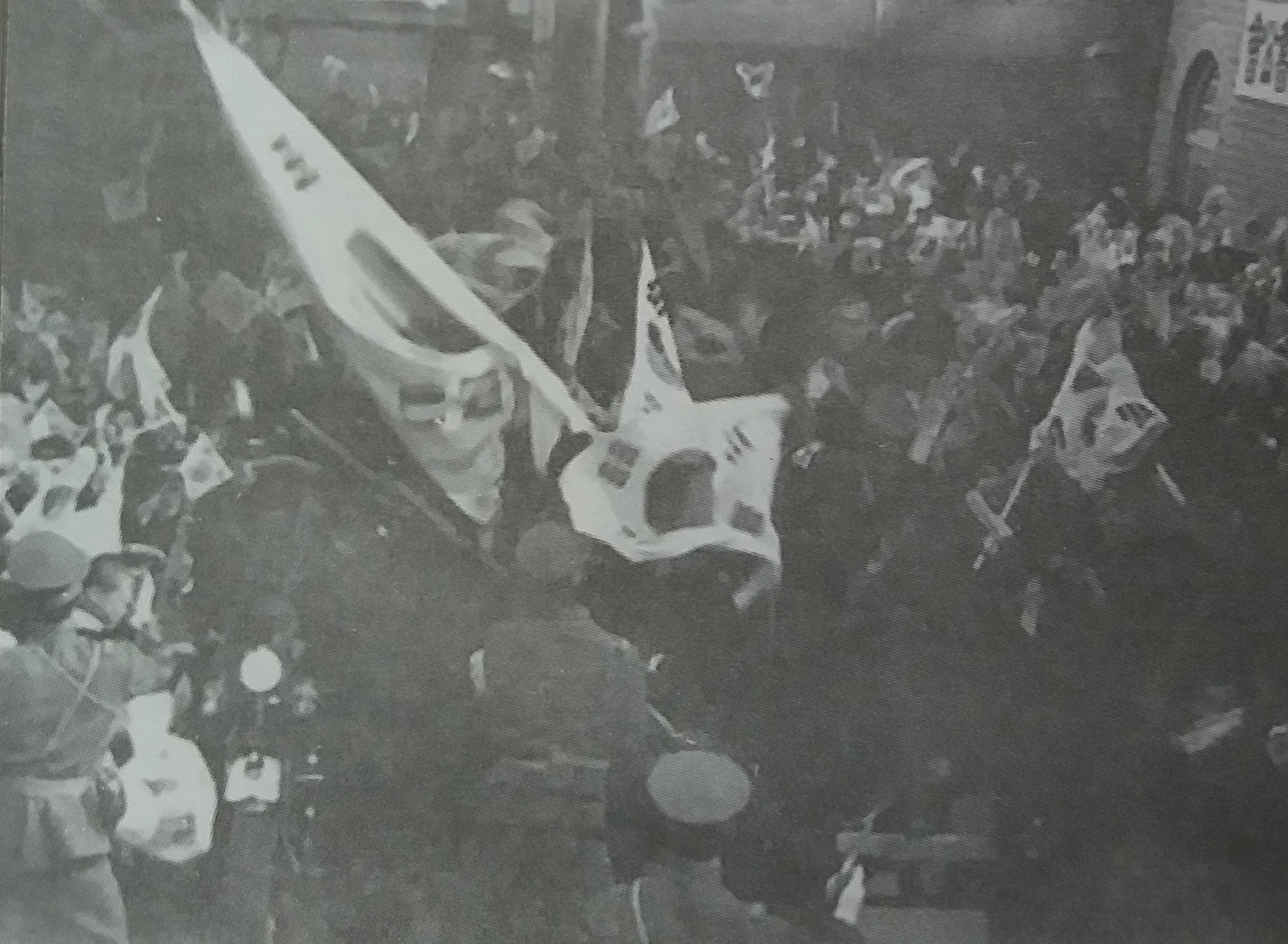
Первомартовская демонстрация в Южной Корее

Движение 1 марта или Движение Самиль (кор. 삼일운동?, 三一運動?) — одно из самых ранних национальных корейских движений во время японского господства. Название ему было дано после инцидента, происшедшего 1 марта 1919 года.

## История
У истоков движения были «Четырнадцать пунктов» и объявленное в январе 1918 года президентом США Вудро Вильсоном право слабых наций на самоопределение. После этого заявления корейские студенты, учившиеся в Токио, обнародовали требование о независимости Кореи. Когда новость об этом проникла в Корею, был образован подпольный комитет, состоящий из 33 человек, представлявших Чхондогё, буддизм и христианство, включая Сон Бён Хи. Были разработаны секретные планы по свержению японского правительства.
Было решено начать восстание за два дня до похорон экс-императора Коджона. С точки зрения участников восстания эти похороны положили конец не только династии Чосон, но и последнему символу независимости.
В 2 часа дня 1 марта 33 корейских патриота, составлявших ядро движения Самиль, собрались в ресторане «Тхэхвагван»(кор. 태화관) и зачитали декларацию независимости, составленную корейским историком и писателем Чхве Намсоном. Изначально предполагалось устроить собрание в парке пагод в центре Кэйдзё, однако решение было изменено из соображений безопасности. Лидеры движения подписали документ и послали копию японскому генерал-губернатору Хасэгаве Ёсимити. Затем они позвонили в полицию и заявили о своих действиях, после чего были арестованы.
Несмотря на меры предосторожности, принятые лидерами движения, оно быстро разрослось — в парке пагод собрались толпы людей, перед которыми был зачитан текст декларации. После этого толпа организовала процессию по улицам Сеула, которую разогнала японская полиция, убив более тысячи человек и ранив несколько тысяч. Около 47 тысяч человек было арестовано.

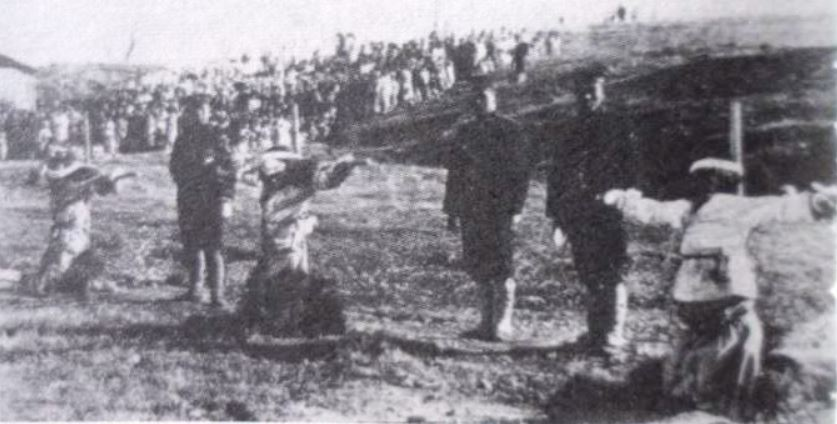
Подавление Первомартовского выступления японцами

Одновременно декларация была зачитана и в других городах страны в то же время, однако и в провинции движение было жестоко подавлено японской полицией.
Однако протесты не прошли незамеченными. На помощь полиции и жандармерии была призвана армия Японии.
В конце марта японские официальные лица заявили, что в ходе подавления протестов было убито 553 человека, арестовано 12 тысяч. Корейские источники говорят о цифрах на порядок больше.
Окончательно восстание было подавлено через год. В нём приняло участие около 2 миллионов корейцев. Состоялось более полутора тысяч демонстраций. Погибло около 7 тысяч человек.
Международной огласки инцидент не получил, вследствие чего корейское движение сопротивления осознало необходимость опираться на собственные силы в борьбе с японцами.
Одним из итогов движения 1 марта стала смена имперской политики Японии. Поняв неэффективность силового управления Кореей (и желая иметь более привлекательный вид в глазах международного сообщества), новый генерал-губернатор Сайто Макото провозгласил политику «культурного управления»; это выразилось, в частности, в ослаблении цензуры и начале выдачи разрешений на публикацию частной печатной продукции на корейском языке.
3 июля 2018 г. президент Республики Корея Мун Чжэ Ин предложил провести совместные с КНДР мероприятия по случаю столетия Первомартовского движения за независимость Кореи от японского колониального рабства.